# Waldemar Bernatzky
Waldemar Bernatzky (Nueva Helvecia, 28 de setembro de 1920 – 31 de dezembro de 2005) foi um ciclista uruguaio. Representou sua nação em três eventos nos Jogos Olímpicos de Verão de 1948.